# Józef Słowakiewicz
Józef Słowakiewicz [výsl. přibližně juzef suovakjevič], celým jménem Józef Jan Słowakiewicz (* 17. února 1945, Nowy Targ), je bývalý polský hokejový útočník. Jeho mladším bratrem je hokejista Andrzej Słowakiewicz.

## Hráčská kariéra

### Klubová kariéra
V polské lize hrál za tým Podhale Nowy Targ (1963 a 1966–1977) a na vojně za tým HC Legia Warszawa (1964–1965). Je osminásobným mistrem Polska. V polské lize nastoupil za 14 sezón v 468 utkáních a dal 176 gólů. Později působil v Rakousku.

### Reprezentační kariéra
Polsko reprezentoval na olympijských hrách v roce 1972 a na 5 turnajích mistrovství světa v letech 1969, 1970, 1972, 1973 a 1974. Celkem za polskou reprezentaci nastoupil v letech 1968–1974 v 96 utkáních a dal 26 gólů.